# Матейко Володимир Іванович
Матейко Володимир Іванович (нар. 10 травня 1938, с. Репинне нині Міжгірського району Закарпатської області, Україна) — український громадський діяч, публіцист, дослідник історії репресій радянської влади проти Греко-Католицької Церкви.

## Життєпис
Народився 10 травня 1938 р. у родині українського греко-католицького священика, пароха с. Репинне о. Івана Матейка, який був водночас головою місцевої Української Народної Ради, та його дружини Єлизавети (до шлюбу Худан) — учительки. Володимир був найстаршою дитиною у сім'ї. Окрім нього, батьки виховали ще двох доньок і сина.
Після окупації Карпатської України угорськими військами тоталітарного режиму адмірала Міклоша Горті, Івана Матейка ув'язнили, а Єлизавету Матейко звільнили з роботи. Жінка з сином Володимиром, якому не було ще й року, поїхала до Ужгорода. Там зустрілася з віце-ректором Ужгородської духовної семінарії Юлієм Мариною і просила допомогти у звільненні чоловіка. Унаслідок цього завдяки старанням, докладеним єпархіальним управлінням, Івана Матейка звільнили, але без права переїжджати в інше місце, і віддали під нагляд жандармерії. Щоби розірвати зв'язки священика з вірянами, особливо з інтелігенцією, його вирішили перевести в інше місце. Тож у 1939—1944 роках отець Іван Матейко служив парохом у селі Розтока теперішнього Воловецького району. У липні 1944 року отримав призначення на парохію у селі Новоселиця теперішнього Виноградівського району.
Після ув'язнення Івана Матейка у січні 1950 року через відмову перейти до Російської православної Церкви, до чого схиляли співробітники радянських спецслужб, сім'я Матейків перебувала у скрутних обставинах і зазнавала переслідувань. Після звільнення батька 1956 року Володимир допомагав йому в проведенні підпільного служіння. Зокрема, син заздалегідь приносив чемодан із церковними речами до місць таємних греко-католицьких богослужінь.
Володимир Матейко закінчив Хустський лісотехнікум, працював в Усть-чорнянському лісокомбінаті. По закінченні 1965 року Львівського політехнічного інституту отримав спрямування на завод «Південмаш», але через те, що був сином греко-католицького священика, його не допустили до роботи. Відтак до виходу на пенсію 1996 року працював на заводі «Ужгородприлад». Одружений. Із дружиною Ганною (до шлюбу Хріпта) виховав дітей, має онуків.
Із легалізацією Греко-католицької церкви Володимир Матейко активно включився у духовне і національне життя України. Став учасником українського греко-католицького церковного хору імені о. Августина Волошина під керівництвом диригента Ярослава Кирлика. Діяльність хору висвітлював на сторінках місцевих періодичних видань.
Найбільше уваги у своїй публіцистичній і пошуковій роботі Володимир Матейко приділяє тематиці переслідувань українства і Греко-Католицької Церкви угорським і радянським тоталітарними режимами ХХ століття.

## Творчість
Досліджувати історію ГКЦ та репресій проти неї Володимира Матейка спершу спонукало бажання зберегти для майбутніх поколінь описи утисків, ув'язнення та гоніння на його батька — свідомого українського греко-католицького священика, який не зрікся своїх переконань. Досліджуючи архівні справи колишнього КДБ та інші джерела, Володимир Матейко зібрав багато матеріалів, а відтак став автором численних публікацій. Значна частина його статей вийшла в офіційному журналі Мукачівської греко-католицької єпархії «Благовісник». Серед написаного В. Матейком є, зокрема, такі книги:
- Володимир Матейко. Спогади про батька, священика, патріота. Ужгород: Ґражда, 2009 (1 вид.); 2016 (2 вид.).[4]

У цьому виданні автор крізь призму трагедії священичої родини подав широку панораму переслідуваної Церкви. У виданні йдеться про системність репресій, долі десятків священиків, Кенгірське повстання, в якому вони брали участь. Тему Кенгіру автор продовжує і в своїх статтях. Згадане видання і його автора відзначив серед інших Державний Архів Закарпатської області з нагоди свого 70-ліття. Велику увагу В. Матейко присвячує темі єдності українського народу і Церкви в умовах переслідувань радянським режимом, пише про діяльність Глави УГКЦ Йосифа Сліпого. На теми переслідуваної Церкви В. Матейко не тільки пише статті, а й виголошує доповіді, наприклад, на вечорі пам'яті, присвяченому 60-річчю насильницької ліквідації Мукачівської греко-католицької єпархії на Закарпатті та 20-річчю виходу її з підпілля, що відбувся 13 грудня 2009 р. в Ужгороді. У рамках наукової конференції присвяченої постаті підпільного греко-католицького священика, патріота України, педагога і перекладача Севастіяна-Степана Войтовича у грудні 1999 р. В. Матейко виголосив доповідь "Я запам'ятав його у вишиваній сорочці", на яку посилаються інші вчені.
- Отець Августин Волошин в документах та пам'яті народній / автор-упорядник Володимир Матейко; передмова Інни Туряниці. Ужгород: Ґражда, 2017.

У цій науково-публіцистичній книзі описана діяльність Августина Волошина, спрямована на заснування і підтримку сиротинця в Ужгороді, зібрані спогади про цього священика, мецената, вченого, громадського діяча і президента Карпатської України, надруковані матеріали кримінальної справи о. Волошина з архіву КДБ. Також В. Матейко популяризує знання про меценатську діяльність А. Волошина виступами на громадських заходах, як от урочистій академії, влаштованій Мукачівською греко-католицькою єпархією у 2017 р. Там дослідник виголосив доповідь на тему "Благодійництво родини о. А Волошина, фундація приватного сиротинця". Постатям А. Волошина та єпископа Карпатської України присвячена стаття В. Матейка "Свобода родиться і закріплюється лиш у крові й терпінні".

Історії хору, в якому Володимир Матейко бере участь, він присвятив брошуру «Українському греко-католицькому хору ім. о. Августина Волошина — 20». Також багато уваги у своїй діяльності присвятив популяризації творчості репресованої української поетеси Софії Малильо, яка за свій патріотизм провела вісім років (1948-1956) у таборах на Колимі. Доктор мистецтвознавства Іван Хланта у зв'язку з відкриттям В. Матейком для громадськості постаті поетеси та її доробку написав:
"Довідавшись про важку долю репресованої талановитої поетеси Софії Малильо, прочитавши одну збірку її поезії, Володимирові Матейку стало боляче, що про справжню патріотку, її творчість мало знають закарпатці. З його ініціативи та старань, до яких долучилися й однодумці, були проведені вечори зустрічей із ювіляркою. Радіо й тележурналісти навідалися до неї додому, щоб підготувати передачу. Було організовано у Мукачівській міській бібліотеці та Закарпатській універсальній науковій бібліотеці ім. Ф. Потушняка зустрічі з поеткою, з'явилося чимало публікацій у засобах масової інформації, відзначили сороковий день її пам'яті поїздкою на могилу в с. Верхні Ворота на Воловеччині...".
Про вшанування С. Малильо писали місцеві ЗМІ. Завдяки відкриттю В. Матейка, інтерес до творчості С. Малильо настільки зріс, що уже видали п'ять томів її поетичних творів.

## Доробок
- Шановна редакціє (подяка о. Атанасію Пекарю, ЧСВВ) // Карпатська Україна, 11 червня 1995. — С. 5.
- Хочемо слухати своє // Срібна земля, 17 квітня 2004. — С. 14.
- Лист з Австралії (о. В. Іванчо) // Карпатський голос, 3-9 липня 2000. — С. 7.
- Голгофа і шана. 80 років Івану Марґітичу // Українське слово, 21-27 липня 2001. — С. 7.
- Черговий наступ Москви (про Всеслов'янський собор) // Українське слово, 23-29 травня 2002. — С. 4.
- «Не маємо права мовчати» — заява хору // Українське слово, 23-29 травня 2002. — С. 7.
- Владиці Марґітичу 81 рік // Благовісник, № 2 (лютий) 2002. — С. 6, 11.
- Захистімо нашу Церкву: заява суспільних організацій // Українське слово, 8-14 серпня 2002. — С. 2.
- Боржавське диво // Українське Слово, 22-28 серпня 2002. — С. 7; Карпатський голос, вересень 2002. — С. 2; Арка, вересень 2002. — С. 2.
- Плащаниця у Львові // Карпатський голос, 16-22 листопада 2002. — С. 7.
- Величаве відзначення ювілею о. Йосифа Штелихи // Карпатський голос, 19-25 жовтня 2002. — С. 7.
- Георгію Лаверу — 80 // Карпатський голос, 8-14 березня 2003. — С. 3.
- Пам'ять воскресає // Карпатський голос, 22-28 березня 2003. — С. 7.
- Муза також потребує захисту // Відомості міліції, 29 березня 2003. — С. 5.
- Пам'яті о. Купара // Карпатська Україна, 10 квітня 2003. — С. 5.
- Вечір пам'яті о. Карла Купара // Календар «Просвіти». Ужгород 2003. — С. 75.
- Той, хто співає, молиться двічі // Карпатська Україна, 24 липня 2003. — С. 12.
- Величаве свято у василіянському монастирі в Малому Березному // Карпатська Україна, 7 серпня 2003. — С. 3.
- Свято у Великій Копані // Карпатська Україна, 21 серпня 2003. — С. 2.
- Дух святий, Утішителю, прийди і вселися в нас // Благовісник, № 8 (серпень) 2003. — С. 13; № 9 (вересень) 2003. — С. 13.
- Хто зупинить московських батюшок // Карпатський голос, 13-19 вересня 2003. — С. 3.
- Фестиваль духовної пісні у Словаччині // Благовісник, № 12 (грудень) 2003. — С. 10.
- Звернення греко-католиків Закарпаття // Карпатський голос, 6-12 вересня 2003. — С. 7.
- Найбільший ісповідник віри [Йосиф Сліпий] // Карпатський голос, 20-26 грудня 2003. — С. 7.
- Злочин, що не має строку давності // Карпатська Україна, 12 червня 2003. — С. 5.
- 65-річчя Квасівської трагедії // Срібна земля, 27 березня 2004. — С. 12.
- Пам'яті духівників — борців за Карпатську Україну // Арка, № 7 (квітень) 2004. — С. 2.
- Щедре серце мецената о. Ярослава Свищука // Благовісник, № 10-11 (жовтень-листопад) 2004. — С. 3.
- Герої Карпатської України постають у бронзі. Великий Бичків // Трибуна, 23 жовтня 2004. — С. 11.
- Московських попів нечестивий попутав // Карпатський Голос, № 2, 3, 4, 5, 6, 7 2005.
- Йти в Європу без язика не можна // Карпатський Голос, № 18 (14-20 травня) 2005. — С. 1, 3.
- Закарпатці прагнуть знайти могилу Августина Волошина // Карпатський голос, № 25 (3-9 вересня) 2005. — С. 7.
- Кенгіра, окроплена кров'ю // Благовісник, № 8 (серпень) 2005. — С. 11.
- Скорботній день пам'яті жертв Голодомору та політрепресій // Карпатський голос, № 9 (11-17 березня). — 2006. — С. 7; № 10 (18-24 березня) 2006. — С. 7.
- Пересопницьке Євангеліє // Благовісник, № 3 (березень) 2005. — С. 5.
- «Боже великий, єдиний» — духовний гімн України // Благовісник, № 3 (березень) 2005. — С. 5.
- Криве дзеркало історії // Фест, № 24 (18-24 червня) 2009. — С. 14.
- Випробування терором // Фест, № 47 (3-9 грудня) 2009. — С. 14.
- Терниста дорога до храму // Новини Закарпаття, 12 грудня 2009. — С. 8.
- Навіки під пильним оком КДБ // Новини Закарпаття, 3 липня 2010. — С. 19.
- Атанасій Пекар був щедро обдарований талантом // Новини Закарпаття, 15 листопада 2011. — С. 6.
- Софії Малильо — 85 // Срібна земля, 2 грудня 2011.
- З часу Ковнерського процесу вже сплило 70 років // Трибуна, № 89 (7 серпня) 2012. — С. 1, 2.
- Пам'ять воскресає // Срібна земля, № 33 (14 грудня) 2012. — С. 7.
- Рідкісні колядки // Новини Закарпаття, № 6-7 (19 січня) 2013. — С. 11.
- Коли промовляєш язиком незрозумілим слова, то як зрозуміють, що ви говорите? // Новини Закарпаття, № 60 (1 червня) 2013. — С. 15.
- 15 років у Мукачівському соборі відправляють україномовні Богослуження // Щоб усі були одно, № 2(9) (червень) 2013. — С. 9.
- Величаве свято у Малоберезнянському василіянському монастирі // Новини Закарпаття, № 76 (9 липня) 2013. С. 7.
- Ходячий апостол, котрого позбавили Батьківщини // Срібна земля — Фест, 8-14 листопада 2013. — С. 11.
- Нас має єднати не тільки спільне горе // Новини Закарпаття, 21 жовтня 2014. — С. 6.
- Патріарх Кирило і президент Путін діють проти України не по християнськи // Трибуна, 7листопада 2014. — С. 6.
- Пам'ятник героям Небесної Сотні у Джублику // Новини Закарпаття, 29 листопада 2014. — С. 3.
- Сиротинець подружжя Волошиних // Благовісник, 12 (грудень) 2014.
- Що хотіли почути від президента Карпатської України Волошина // Новини Закарпаття, 14 березня 2015. — С. 1, 6.
- Політичний заповіт о. Волошина // Благовісник, 12 (грудень) 2014.
- У світлу пам'ять борця за волю України Софії Малильо // Новини Закарпаття, № 7-8 (22грудня) 2015.
- Відкриття і освічення меморіального знака Волошину // Трибуна, № 13 (14 серпня) 2015.
- В Ужгороді освятили надмогильний пам'ятник Волошину і його дружині // Благовісник — № 7-8 (липень-серпень) 2014.
- Благодійний подарунок Волошина і нині служить дітям // Новини Закарпаття — № 8 (28 липня) 2015. — С. 8.
- Кенгіра — 40 днів свободи // Новини Закарпаття, 14 червня 2014.
- Тернистий шлях до храму — Новоселиця // Благовісник, № 6 (червень) 2016. — С. 26.
- Подарунок із Сербії // Трибуна, № 2 (червень) 2016. — С. 6.